# Bruszewo-Borkowizna
Bruszewo-Borkowizna – wieś sołecka w Polsce położona w województwie podlaskim, w powiecie wysokomazowieckim, w gminie Sokoły.
W latach 1975–1998 miejscowość administracyjnie należała do województwa łomżyńskiego.
Wierni kościoła rzymskokatolickiego należą do parafii  Wniebowzięcia NMP w Sokołach.

## Historia
W roku 1921 wyszczególniono wieś Bruszewo i osadę Borkowizna. Było tu łącznie 80 budynków z przeznaczeniem mieszkalnym oraz 423 mieszkańców (204 mężczyzn i 219 kobiet). Narodowość polską podały 422 osoby, a 1 inną.

## Tranzyt
Przez wieś prowadzi droga wojewódzka nr 678 (Wysokie Mazowieckie - Białystok). Miejscowość położona 2 km od Sokół - stolicy gminy Sokoły oraz 13 km od Wysokiego Mazowieckiego. W pobliżu znajduje się też droga Bruszewo - Bujny.